# Massengräber in Metlika
Auf dem Gebiet der Gemeinde Metlika in Slowenien wurden bisher (Stand 1/2024) insgesamt vier Massengräber aus der Zeit um den Zweiten Weltkrieg gefunden.

## Bojanja Vas
In Bojanja Vas fand man ein Massengrab, das mit dem Zweiten Weltkrieg in Verbindung steht.
- Das Massengrab Šulnovka (slowenisch: Grobišče Šulnovka) liegt in einem Schacht im Wald 500 m östlich des Dorfes. Es enthält die Überreste nicht identifizierter Zivilisten[1]

## Dolnji Suhor pri Metliki
In Dolnji Suhor pri Metliki wurde ein Massengrab aus dem Zweiten Weltkrieg gefunden.
- Das Massengrab von Zakutka (Grobišče Zakutka) liegt inmitten der Weinberge östlich von Gornji Suhor pri Metliki. Es enthielt die sterblichen Überreste des Pfarrers Rajner Erklavec (1893 bis 1944) und dreier weiterer slowenischer Zivilisten, darunter einer Frau, die im November 1944 von der jugoslawischen Geheimpolizei (OZNA) ermordet wurden. Die Überreste wurden exhumiert und umgebettet.[2]

## Gornja Lokvica
In Gornja Lokvica wurde ein Massengrab aus dem Zweiten Weltkrieg gefunden. 
- Das Massengrab der Jastrebenca-Höhle (Grobišče jama Jastrebenca) liegt westlich des Dorfes und enthält die Überreste unbestimmter Opfer.[3]

## Škemljevec
In Škemljevec wurde ein Massengrab aus dem Zweiten Weltkrieg gefunden. 
- Das Klemenca-Massengrab (Grobišče Klemenca) befindet sich in einem Schacht südwestlich des Dorfes. Es enthält die Überreste von sechs ortsansässigen slowenischen Zivilisten, denen Sympathie mit antikommunistischen Kräften vorgeworfen wurde. Die Partisanen warfen die Opfer in die Höhle, und die Einheimischen schütteten daraufhin Lehm und Steine in die Höhle und versiegelten den Eingang.[4]